# 13e cérémonie des Oscars
La 13e cérémonie des Oscars du cinéma s'est déroulée le 27 février 1941 à l'Hôtel Biltmore à Los Angeles, Californie.

## Palmarès

### Meilleur film
- Rebecca, produit par Selznick International Pictures
  - Correspondant 17 (Foreign Correspondent), produit par Walter Wanger Production Company
  - Le Dictateur (The Great Dictator), produit par Charlie Chaplin Productions
  - L'Étrangère (All This, and Heaven Too), produit par Warner Bros.
  - Les Hommes de la mer (The Long Voyage Home), produit par Argosy-Wanger
  - Indiscrétions (The Philadelphia Story), produit par Metro-Goldwyn-Mayer
  - Kitty Foyle (Kitty Foyle: The Natural History of a Woman), produit par RKO Radio Pictures
  - La Lettre (The Letter), produit par Warner Bros.
  - Les Raisins de la colère (The Grapes of Wrath), produit par 20th Century Fox
  - Une petite ville sans histoire (Our Town), produit par Sol Lesser Production Company

### Meilleur réalisateur
- John Ford pour Les Raisins de la colère (The Grapes of Wrath)
  - Sam Wood pour Kitty Foyle (Kitty Foyle: The Natural History of a Woman)
  - Alfred Hitchcock pour Rebecca
  - William Wyler pour La Lettre (The Letter)
  - George Cukor pour Indiscrétions (The Philadelphia Story)

### Meilleur acteur

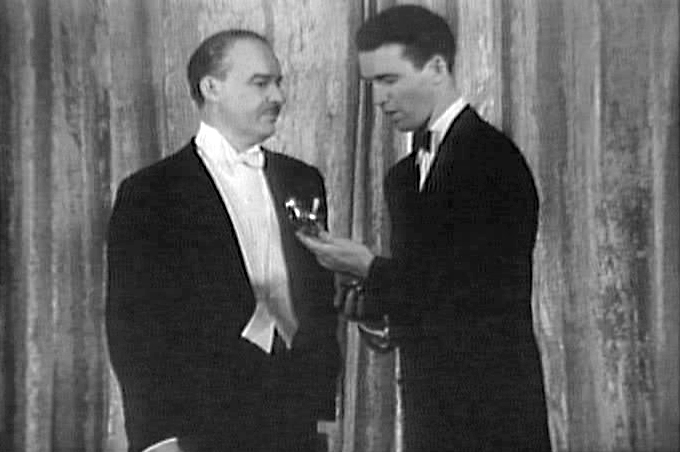
James Stewart recevant son oscar.

- James Stewart pour le rôle de Mike Connor dans Indiscrétions (The Philadelphia Story)
  - Raymond Massey pour le rôle d'Abraham Lincoln dans Abraham Lincoln (Abe Lincoln in Illinois)
  - Laurence Olivier pour le rôle de Maxime de Winter dans Rebecca
  - Henry Fonda pour le rôle de Tom Joad dans Les Raisins de la colère (The Grapes of Wrath)
  - Charles Chaplin pour le rôle d'Adenoid Hynkel / du barbier juif dans Le Dictateur (The Great Dictator)

### Meilleure actrice
- Ginger Rogers pour le rôle de Kitty Foyle dans Kitty Foyle (Kitty Foyle: The Natural History of a Woman)
  - Bette Davis pour le rôle de Leslie Crosbie dans La Lettre (The Letter)
  - Joan Fontaine pour le rôle de Mrs. de Winter dans Rebecca
  - Katharine Hepburn pour le rôle de Tracy Samantha Lord dans Indiscrétions (The Philadelphia Story)
  - Martha Scott pour le rôle de Emily Webb dans Une petite ville sans histoire (Our Town)

### Meilleur acteur dans un second rôle
- Walter Brennan pour le rôle du Juge Roy Bean dans Le Cavalier du désert (The Westerner)
  - Albert Bassermann pour le rôle de Van Meer dans Correspondant 17 (Foreign Correspondent)
  - Jack Oakie pour le rôle de Benzino Napaloni dans Le Dictateur (The Great Dictator)
  - James Stephenson pour le rôle de Howard Joyce dans La Lettre (The Letter)
  - William Gargan pour le rôle de Joe dans Drôle de mariage (They Knew What They Wanted)

### Meilleure actrice dans un second rôle
- Jane Darwell pour le rôle de Ma Joad dans Les Raisins de la colère (The Grapes of Wrath)
  - Barbara O'Neil pour le rôle de la duchesse de Praslin dans L'Étrangère (All This, and Heaven Too)
  - Marjorie Rambeau pour le rôle de Mamie Adams dans Primrose Path
  - Judith Anderson pour le rôle de Mrs. Danvers dans Rebecca
  - Ruth Hussey pour le rôle d'Elizabeth Imbrie dans Indiscrétions (The Philadelphia Story)

### Meilleur scénario original
- Preston Sturges pour Gouverneur malgré lui (The Great McGinty)
  - Ben Hecht pour L'Ange de Broadway (Angels Over Broadway)
  - Norman Burnside, Heinz Herald et John Huston pour La Balle magique du Docteur Ehrlich (Dr. Ehrlich's Magic Bullet)
  - Charles Bennett et Joan Harrison pour Correspondant 17 (Foreign Correspondent)
  - Charles Chaplin pour Le Dictateur (The Great Dictator)

### Meilleur scénario adapté
- Donald Ogden Stewart pour Indiscrétions (The Philadelphia Story), d'après la pièce The Philadelphia Story de Philip Barry
  - Nunnally Johnson pour Les Raisins de la colère (The Grapes of Wrath), d'après le roman Les Raisins de la colère de John Steinbeck
  - Dalton Trumbo pour Kitty Foyle (Kitty Foyle: The Natural History of a Woman), d'après le roman Kitty Foyle de Christopher Morley
  - Dudley Nichols pour Les Hommes de la mer (The Long Voyage Home), d'après les pièces The Moon of the Caribees, In the Zone, Bound East for Cardiff et The Long Voyage Home de Eugene O'Neill
  - Robert E. Sherwood et Joan Harrison pour Rebecca, d'après le roman Rebecca de Daphne du Maurier

### Meilleure histoire originale
- Benjamin Glazer et John Toldy pour Arise, My Love
  - Walter Reisch pour Camarade X (Comrade X)
  - Hugo Butler et Dore Schary pour La Vie de Thomas Edison (Edison, the Man)
  - Leo McCarey, Bella Spewack et Samuel Spewack pour Mon épouse favorite (My Favorite Wife)
  - Stuart N. Lake pour Le Cavalier du désert (The Westerner)

### Meilleurs décors
Noir et blanc
- Cedric Gibbons et Paul Groesse pour Orgueil et Préjugés (Pride and Prejudice)
  - Hans Dreier et Robert Usher (en) pour Arise, My Love
  - Lionel Banks et Robert Peterson (en) pour Arizona
  - Jack Otterson (en) pour The Boys from Syracuse
  - John Victor Mackay (en) pour L’Escadron noir (Dark Command)
  - Alexander Golitzen pour Correspondant 17 (Foreign Correspondent)
  - Richard Day et Joseph C. Wright pour Lillian Russell
  - Van Nest Polglase et Mark-Lee Kirk (en) pour Mon épouse favorite (My Favorite Wife)
  - John DuCasse Schulze (en) pour My Son, My Son !
  - Lewis J. Rachmil pour Une petite ville sans histoire (Our Town)
  - Lyle Wheeler pour Rebecca
  - Anton Grot pour L’Aigle des mers (The Sea Hawk)
  - James Basevi pour Le Cavalier du désert (The Westerner)

Couleur
- Vincent Korda pour Le Voleur de Bagdad (The Thief of Bagdad)
  - Cedric Gibbons et John S. Detlie (en) pour Chante mon amour (Bitter Sweet)
  - Richard Day et Joseph C. Wright pour Sous le ciel d’Argentine (Down Argentine Way)
  - Hans Dreier et Roland Anderson (en) pour Les Tuniques écarlates (Northwest Mounted Police)

### Meilleure photographie
Noir et blanc
- George Barnes pour Rebecca
  - James Wong Howe pour Abraham Lincoln (Abe Lincoln in Illinois)
  - Ernest Haller pour L'Étrangère (All This, and Heaven Too)
  - Charles B. Lang Jr. pour Arise, My Love
  - Harold Rosson pour La Fièvre du pétrole (Boom Town)
  - Rudolph Maté pour Correspondant 17 (Foreign Correspondent)
  - Gaetano Gaudio pour La Lettre (The Letter)
  - Gregg Toland pour Les Hommes de la mer (The Long Voyage Home)
  - Joseph Valentine pour Chanson d'avril (Spring Parade)
  - Joseph Ruttenberg pour La Valse dans l'ombre (Waterloo Bridge)

Couleur
- Georges Périnal pour Le Voleur de Bagdad (The Thief of Bagdad)
  - Oliver T. Marsh et Allen Davey pour Chante mon amour (Bitter Sweet)
  - Arthur C. Miller et Ray Rennahan pour L'Oiseau bleu (The Blue Bird)
  - Leon Shamroy et Ray Rennahan pour Sous le ciel d'Argentine (Down Argentine Way)
  - Victor Milner et W. Howard Greene pour Les Tuniques écarlates (North West Mounted Police)
  - Sidney Wagner et William V. Skall pour Le Grand Passage (Northwest Passage)

### Meilleur montage
- Anne Bauchens pour Les Tuniques écarlates (North West Mounted Police)
  - Robert L. Simpson pour Les Raisins de la colère (The Grapes of Wrath)
  - Warren Low pour La Lettre (The Letter)
  - Sherman Todd pour Les Hommes de la mer (The Long Voyage Home)
  - Hal C. Kern pour Rebecca

### Meilleur son
- Douglas Shearer pour En avant la musique (Strike Up the Band)
  - Charles L. Lootens pour Behind the News
  - Elmer A. Raguse pour Capitaine Casse-Cou (Captain Caution)
  - E. H. Hansen pour Les Raisins de la colère (The Grapes of Wrath)
  - Jack Whitney pour Howard le révolté (The Howards of Virginia)
  - John Aalberg pour Kitty Foyle –
  - Loren L. Ryder Les Tuniques écarlates (North West Mounted Police)
  - Thomas T. Moulton pour Une petite ville sans histoire (Our Town)
  - Nathan Levinson pour L'Aigle des mers (The Sea Hawk)
  - Bernard B. Brown pour Chanson d'avril (Spring Parade)
  - John Livadary pour Trop de maris (Too Many Husbands)

### Meilleure musique de film
Meilleure partition originale
- Leigh Harline, Paul J. Smith et Ned Washington pour Pinocchio
  - Victor Young pour Arizona (Arizona)
  - Victor Young pour L'Escadron noir
  - Louis Gruenberg pour The Fight for Life
  - Meredith Willson pour Le Dictateur (The Great Dictator)
  - Frank Skinner pour The House of the Seven Gables
  - Richard Hageman pour The Howards of Virginia
  - Max Steiner pour La Lettre (The Letter)
  - Richard Hageman pour Les Hommes de la mer (The Long Voyage Home)
  - Alfred Newman pour Le Signe de Zorro (The Mark of Zorro)
  - Roy Webb pour Mon épouse favorite (My Favorite Wife)
  - Victor Young pour North West Mounted Police
  - Werner Heymann pour Tumak, fils de la jungle (One Million B.C.)
  - Aaron Copland pourUne petite ville sans histoire (Our Town)
  - Franz Waxman pour Rebecca
  - Miklós Rózsa pour Le Voleur de Bagdad (The Thief of Bagdad)
  - Herbert Stothart pour La Valse dans l'ombre (Waterloo Bridge)

Meilleure adaptation musicale
- Alfred Newman pour Tin Pan Alley
  - Victor Young pour Arise, My Love
  - Cy Feuer (en) pour Hit Parade of 1941
  - Anthony Collins pour Irène (Irene)
  - Aaron Copland pour Une petite ville sans histoire (Our Town)
  - Erich Wolfgang Korngold pour L'Aigle des mers (The Sea Hawk)
  - Artie Shaw pour Swing Romance (Second Chorus)
  - Charles Previn pour Chanson d'avril (Spring Parade)
  - Roger Edens et Georgie Stoll pour En avant la musique (Strike Up the Band)

### Meilleure chanson
- When You Wish Upon a Star dans Pinocchio – Musique : Leigh Harline ; paroles : Ned Washington
  - Down Argentine Way dans Sous le ciel d'Argentine (Down Argentine Way) – Musique : Harry Warren ; paroles : Mack Gordon (en)
  - I'd Know You Anywhere dans You'll Find Out – Musique : Jimmy McHugh ; paroles : Johnny Mercer
  - It's a Blue World dans Musique dans mon cœur (Music in My Heart) – Paroles et musique : Georges Forrest (en) et Robert Wright (en)
  - Love of My Life dans Swing Romance (Second Chorus) – Musique : Artie Shaw ; paroles : Johnny Mercer
  - Over Forever dans Rhythm on the River – Musique : James V. Monaco (en) ; paroles : Johnny Burke (en)
  - Our Love Affair dans En avant la musique (Strike Up the Band) – Paroles et musique : Roger Edens et Georgie Stoll
  - Waltzing in the Clouds dans Chanson d'avril (Spring Parade) – Musique : Robert Stolz ; paroles : Gus Kahn
  - Who Am I? dans Hit Parade of 1941 – Musique : Jule Styne ; paroles : Walter Bullock (en)

### Meilleur court métrage en prises de vues réelles
- Une bobine : Quicker N a Wink, produit par Pete Smith
- Deux bobines : Teddy, the Rough Rider, produit par Warner Bros.
  - Eyes of the Navy - MGM
  - Service with the Colors - Warner Bros.

### Meilleur court métrage d'animation
- Fred Quimby (MGM) pour The Milky Way, réalisé par Rudolf Ising
  - Rudolph Ising et Fred Quimby (MGM) pour Puss Gets the Boot, réalisé par Joseph Barbera, William Hanna et Rudolf Ising (premier Tom et Jerry)
  - Leon Schlesinger (Leon Schlesinger Studios) pour Un chasseur sachant chasser, réalisé par Tex Avery (premier Bugs Bunny)

## Oscars d'honneur
- Bob Hope, « en reconnaissance de ses services désintéressés envers l'industrie cinématographique » (« in recognition of his unselfish services to the Motion Picture Industry »)
- Nathan Levinson, « pour son service remarquable de l'industrie et de l'Armée durant les neuf dernières années, qui a rendu possible la mobilisation efficace des moyens de l'industrie cinématographique pour la production de films de formation militaire » (« for his outstanding service to the industry and the Army during the past nine years, which has made possible the present efficient mobilization of the motion picture industry facilities for the production of Army Training Films »)

## Statistiques

### Récompenses multiples
- 3 Oscars : Le Voleur de Bagdad
- 2 Oscars : Rebecca, Les Raisins de la colère, Indiscrétions, Pinocchio

### Nominations multiples
- 11 nominations : Rebecca
- 7 nominations : Les Raisins de la colère, La Lettre
- 6 nominations : Correspondant 17, Les Hommes de la mer, Une petite ville sans histoire, Indiscrétions
- 5 nominations : Le Dictateur, Kitty Foyle, Les Tuniques écarlates
- 4 nominations : Arise, My Love, L’Aigle des mers, Chanson d'avril, Le Voleur de Bagdad
- 3 nominations : L'Étrangère, Sous le ciel d’Argentine, Mon épouse favorite, En avant la musique, Le Cavalier du désert
- 2 nominations: Abraham Lincoln, Arizona, Chante mon amour, L'Oiseau bleu, La Fièvre du pétrole, The Boys from Syracuse, L'Escadron noir, Hit Parade of 1941, Howard le révolté, Tumak, fils de la jungle, Pinocchio, Swing Romance, La Valse dans l'ombre